# 嗜殺路人乙
《嗜殺路人乙》（英語：The Strangers: Chapter 2）是一部即将上映的美国恐怖電影，由雷尼·哈林执导，艾伦·R·科恩（Alan R. Cohen）和艾伦·弗里德兰（Alan Freedland）编剧。该片由曼德萊娜·佩奇（Madelaine Petsch）主演，是《陌路狂殺》系列电影的第四部作品，同时也是全新三部曲的第二部，直接延续了《嗜殺路人甲》的剧情。
该片计划于2025年9月26日上映。

## 演员
- 曼德萊娜·佩奇（Madelaine Petsch） 饰 玛雅·卢卡斯（Maya Lucas）[1]
- 蓋布瑞爾·貝索 饰 格雷戈里（Gregory）[2]
- 艾瑪·霍瓦特 饰 雪莉（Shelly）[2]

## 制作
三部曲的主体拍摄工作于2022年9月在斯洛伐克的布拉迪斯拉发进行，拍摄周期为52天，2022年11月杀青。
据导演哈林透露，《嗜殺路人乙》和《嗜殺路人丙》在风格和方向上与第一部有所不同，但仍聚焦于佩奇饰演的角色玛雅，在经历了前作事件后的四天时间内的遭遇。

## 上映
《嗜殺路人乙》计划于2025年9月26日在美国上映，接替了原定于该日期上映的《奪魂鋸11》 。影片最初计划于2024年底上映。

## 续集
三部曲的最终篇章《嗜殺路人丙》目前尚未公布具体上映日期。